# 익랑

익랑

익랑(翼廊, Transept) 또는 수랑(袖廊)은 교회(성당) 건축에서 신랑과 직각으로 교차되어 있는 회랑을 의미한다. 보통 높이를 비롯한 폭, 규모는 신랑과 비슷하게 지어지나, 길이는 신랑보다 짧거나 같다.

## 같이 보기
- 신랑
- 측랑
- 교차랑
- 주보랑
- 제실
- 내진
- 후진
- 배랑